# Gaston Caperton

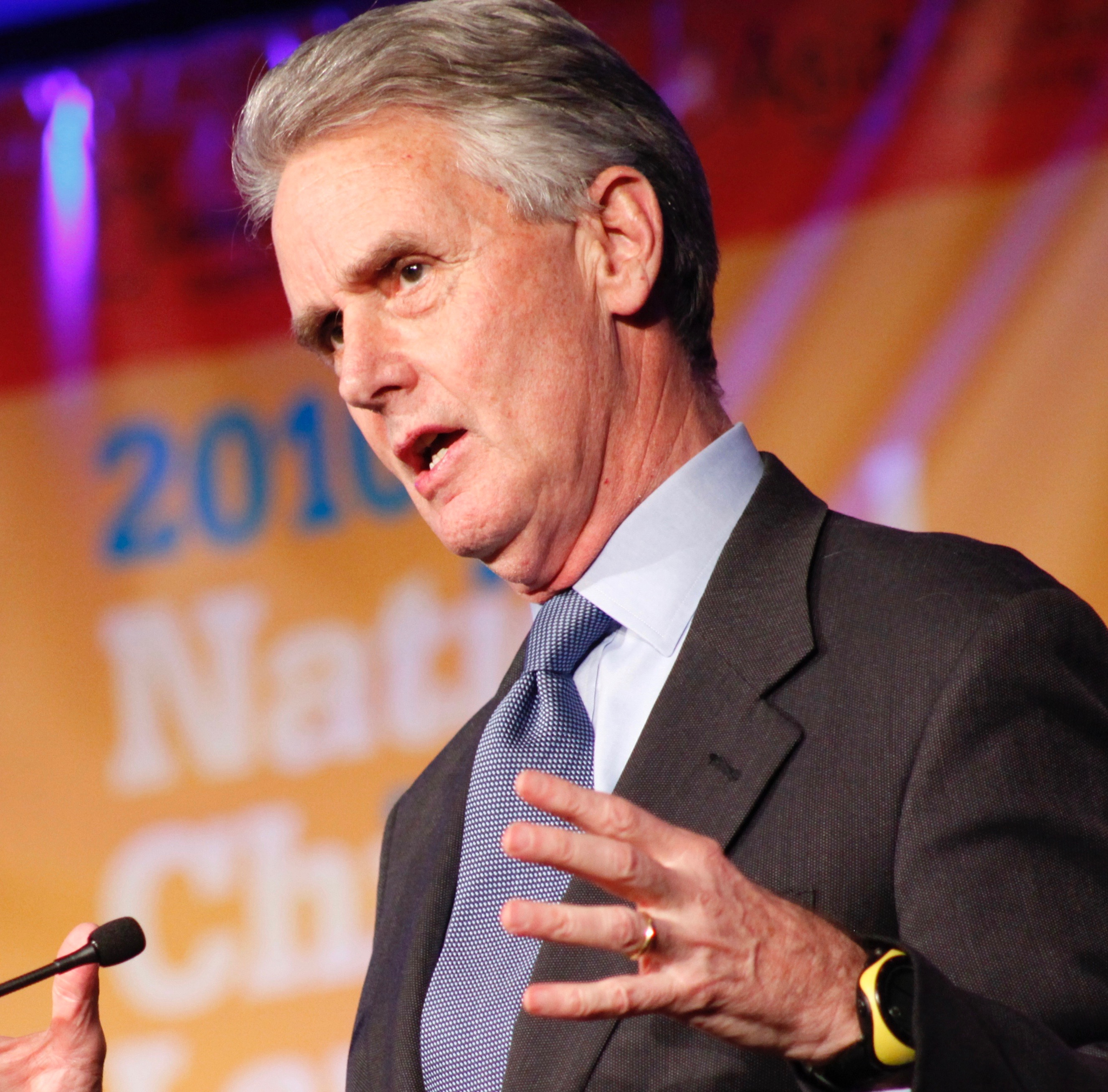
Gaston Caperton (2010)

William Gaston Caperton III (* 21. Februar 1940 in Charleston, West Virginia) ist ein ehemaliger US-amerikanischer Politiker. Er war von 1989 bis 1997 der 31. Gouverneur des Bundesstaates West Virginia.

## Frühe Jahre
Gaston Caperton besuchte die Episcopal High School in Alexandria und die University of North Carolina. Nach seiner Rückkehr nach West Virginia stieg er in die familieneigene Versicherungsfirma ein. Schon bald übernahm er die Leitung der Gesellschaft, die dann bis auf den zehnten Platz aller US-Versicherungsgesellschaften kletterte. Caperton stieg angesichts seines Erfolges auch in das Bankgeschäft ein. Politisch ist er bis 1988 nicht in Erscheinung getreten. In diesem Jahr wurde er als Kandidat der Demokratischen Partei zum neuen Gouverneur von West Virginia gewählt.

## Gouverneur von West Virginia
Capertons Amtszeit als Gouverneur begann am 16. Januar 1989. Nach einer Wiederwahl im Jahr 1992 konnte er zwei vierjährige Amtszeiten absolvieren. Er sah seine Hauptaufgabe im Abbau der Staatsverschuldung. Zu diesem Zweck wurden die Steuern erhöht und eine staatliche Lotterie eingeführt, womit am Ende seiner Amtszeit ein Überschuss erwirtschaftet wurde. Auf der anderen Seite unterstützte er die Idee, alle Schulen mit Computern auszurüsten. Es entstanden im ganzen Staat zahlreiche neue Schulen und viele bestehende Anstalten wurden modernisiert. Auch die Gehälter der Lehrer, so wie deren Ausbildung wurden verbessert. Gouverneur Caperton förderte auch die wirtschaftliche Entwicklung seines Landes. Die Infrastruktur wurde durch den Ausbau des Verkehrsnetzes verbessert. Damals entstanden etwa 86.000 neue Stellen und die Arbeitslosenquote sank von 9,8 Prozent auf 6,2 Prozent. Der Gouverneur setzte sich auch für Umweltschutz und eine verbesserte Gesundheitspolitik ein. Er war Mitglied zahlreicher Gouverneursvereinigungen.

## Weiterer Lebenslauf
Nach Ablauf seiner Amtszeit unterrichtete Caperton politische Wissenschaften an der Harvard University. Anschließend gründete er das Institute of Education and Government an der Columbia University, deren Leiter er heute ist.